# Jackie MacDonald
Jackie MacDonald, född 12 oktober 1932, är en friidrottare från Kanada. Han deltog vid olympiska sommarspelen 1956.